# Marc Girardelli
Marc Girardelli (Lustenau, Àustria, 18 de juliol de 1963) és un ex esquiador alpí luxemburguès d'origen austriac, que va guanyar dues medalles olímpiques de plata, quatre Campionats del Món -onze medalles en resum-, cinc Generals de la Copa del Món -i deu Copes del Món en diferents disciplines- i 46 victòries a la Copa del Món d'esquí alpí -amb un total de 100 podis-.
La seva carrera de final de la Copa Mundial va ser al desembre de 1996; es va retirar de la competència internacional als 33 anys.

## Biografia
Girardellí va començar a esquiar a l'edat de cinc anys i va començar a competir als set. Després de començar a competir per Àustria fins a 1976, es va canviar i va començar a competir per a Luxemburg a causa de desacords sobre l'entrenament. El 1981 Girardelli va començar a fer un progrés significatiu amb el seu primer podi a Wengen (Suïssa), i després d'aquest moment va obtenir podis regularment.
L'any 1983 va aconseguir la seva primera victòria a Suècia, però poc després va tenir la seva primera gran lesió quan se li van trencar els lligaments del seu genoll esquerre. Després d'un altre greu accident el 1990 en què va estar a prop de la paraplegia, va recobrar la sendera de les victòries aconseguint guanyar la General de la Copa del Món d'esquí alpí. En total ho va fer en 5 ocasions, estant un rècord que encara no ha estat igualat per cap més esquiador.

## Resultats de la Copa del Món

### Posiciones de la temporada
| Temporada | Anys | General | Eslàlom | Eslàlom Gegant | Súper G      | Descens | Combinat |
| --------- | ---- | ------- | ------- | -------------- | ------------ | ------- | -------- |
| 1980      | 16   | 84      | –       | 32             | not fet      | –       | –        |
| 1981      | 17   | 26      | 15      | 23             | not fet      | –       | –        |
| 1982      | 18   | 6       | 8       | 3              | not fet      | –       | –        |
| 1983      | 19   | 4       | 7       | 6              | no adjudicat | –       | 3        |
| 1984      | 20   | 3       | 1       | 4              | no adjudicat | –       | 34       |
| 1985      | 21   | 1       | 1       | 1              | no adjudicat | 19      | —        |
| 1986      | 22   | 1       | 11      | 5              | 3            | 4       | 2        |
| 1987      | 23   | 2       | 28      | 5              | 2            | 10      | —        |
| 1988      | 24   | 5       | 23      | 13             | 4            | 7       | —        |
| 1989      | 25   | 1       | 3       | 5              | 5            | 1       | 1        |
| 1990      | 26   | 25      | 15      | 12             | –            | –       | –        |
| 1991      | 27   | 1       | 1       | 3              | 10           | 28      | 1^       |
| 1992      | 28   | 3       | 12      | 7              | 2            | 13      | 11       |
| 1993      | 29   | 1       | 13      | 3              | 5            | 6       | 1        |
| 1994      | 30   | 2       | 29      | 19             | 2            | 1       | —        |
| 1995      | 31   | 4       | 9       | 18             | 10           | 24      | 1        |
| 1996      | 32   | 22      | 20      | 23             | 51           | 47      | 2        |
| 1997      | 33   | 115     | 58      | 49             | –            | –       | –        |

^Cap títol atorgat a la temporada en combinat el 1991, solament una carrera completada- 

### Títols de la temporada
| Temporada | Disciplina     |
| --------- | -------------- |
| 1984      | Eslàlom        |
| 1985      | General        |
| 1985      | Eslàlom        |
| 1985      | Eslàlom Gegant |
| 1986      | General        |
| 1989      | General        |
| 1989      | Descens        |
| 1989      | Combinat       |
| 1991      | General        |
| 1991      | Eslàlom        |
| 1993      | General        |
| 1993      | Combinat       |
| 1994      | Descens        |
| 1995      | Combinat       |

### Victòries individuals
- 46 totals (3 descensos, 9 súper G, 7 eslàlom gegant, 16 Eslàlom, 11 combinats)

| Temporada | Data                   | Localització                  | Carrera        |
| --------- | ---------------------- | ----------------------------- | -------------- |
| 1983      | 27 de febrer de 1983   | Gällivare, Suècia             | Eslàlom        |
| 1984      | 16 de gener de 1984    | Parpan, Suïssa                | Eslàlom        |
| 1984      | 22 de gener de 1984    | Kitzbühel, Àustria            | Eslàlom        |
| 1984      | 15 de febrer de 1984   | Borovets, Bulgària            | Eslàlom        |
| 1984      | 18 de març de 1984     | Åre, Suècia                   | Eslàlom        |
| 1984      | 24 de març de 1984     | Oslo, Noruega                 | Eslàlom        |
| 1985      | 2 de desembre de 1984  | Sestrieras, Itàlia            | Eslàlom        |
| 1985      | 11 de desembre de 1984 | Sestrieras, Itàlia            | Eslàlom Gegant |
| 1985      | 17 de desembre de 1984 | Madonna di Campiglio, Itàlia  | Súper Eslàlom  |
| 1985      | 4 de gener de 1985     | Bad Wiessee, Alemanya         | Eslàlom        |
| 1985      | 13 de gener de 1985    | Kitzbühel, Àustria            | Eslàlom        |
| 1985      | 21 de gener de 1985    | Wengen, Suïssa                | Eslàlom        |
| 1985      | 27 de gener de 1985    | Garmisch, Alemanya            | Super-G        |
| 1985      | 16 de febrer de 1985   | Kranjska Gora, Iugoslàvia¹    | Eslàlom        |
| 1985      | 10 de març de 1985     | Aspen, Estats Units           | Eslàlom Gegant |
| 1985      | 20 de març de 1985     | Park City, Estats Units       | Eslàlom        |
| 1985      | 23 de març de 1985     | Heavenly Valley, Estats Units | Eslàlom        |
| 1986      | 15 de desembre de 1985 | Alta Badia, Itàlia            | Combinat       |
| 1986      | 5 de febrer de 1986    | Crans-Montana, Suïssa         | Súper-G        |
| 1986      | 7 de febrer de 1986    | St. Anton, Àustria            | Combined       |
| 1987      | 1 de març de 1987      | Furano, Japó                  | Súper-G        |
| 1987      | 15 de març de 1987     | Calgary, Canadà               | Súper-G        |
| 1987      | 22 de març de 1987     | Sarajevo, Iugoslàvia²         | Eslàlom Gegant |
| 1989      | 6 de desembre de 1988  | Sestrieras, Itàlia            | Eslàlom        |
| 1989      | 17 de desembre de 1988 | Kranjska Gora, Iugoslàvia¹    | Eslàlom        |
| 1989      | 13 de gener de 1989    | Kitzbühel, Àustria            | Descens        |
| 1989      | 15 de gener de 1989    | Kitzbühel, Àustria            | Combinat       |
| 1989      | 17 de gener de 1989    | Adelboden, Suïssa             | Eslàlom Gegant |
| 1989      | 20 de gener de 1989    | Wengen, Suïssa                | Decens         |
| 1989      | 21 de gener de 1989    | Wengen, Suïssa                | Descens        |
| 1989      | 22 de gener de 1989    | Wengen, Suïssa                | Combinat       |
| 1989      | 26 de febrer de 1989   | Whistler, Canadà              | Super-G        |
| 1991      | 13 de gener de 1991    | Kitzbühel, Àustria            | Eslàlom        |
| 1991      | 13 de gener de 1991    | Kitzbühel, Àustria            | Combinat       |
| 1991      | 15 de gener de 1991    | Adelboden, Suïssa             | Eslàlom Gegant |
| 1992      | 8 de desembre de 1991  | Val-d'Isère, França           | Super-G        |
| 1993      | 13 de desembre de 1992 | Alta Badia, Itàlia            | Eslàlom Gegant |
| 1993      | 20 de desembre de 1992 | Kranjska Gora, Eslovènia      | Eslàlom Gegant |
| 1993      | 10 de gener de 1993    | Garmisch, Alemanya            | Combinat       |
| 1993      | 12 de gener de 1993    | St. Anton, Àustria            | Super-G        |
| 1993      | 17 de gener de 1993    | St. Anton, Àustria            | Combinat       |
| 1993      | 24 de gener de 1993    | Veysonnaz, Suïssa             | Combinat       |
| 1994      | 23 de gener de 1994    | Wengen, Suïssa                | Súper-G        |
| 1995      | 15 de gener de 1995    | Kitzbühel, Àustria            | Combinat       |
| 1995      | 22 de gener de 1995    | Wengen, Suïssa                | Combinat       |
| 1996      | 21 de gener de 1996    | Veysonnaz, Suïssa             | Combinat       |

¹ Ara Eslovènia

² Ara Bosnia i Hercegovina